# Volkswagen

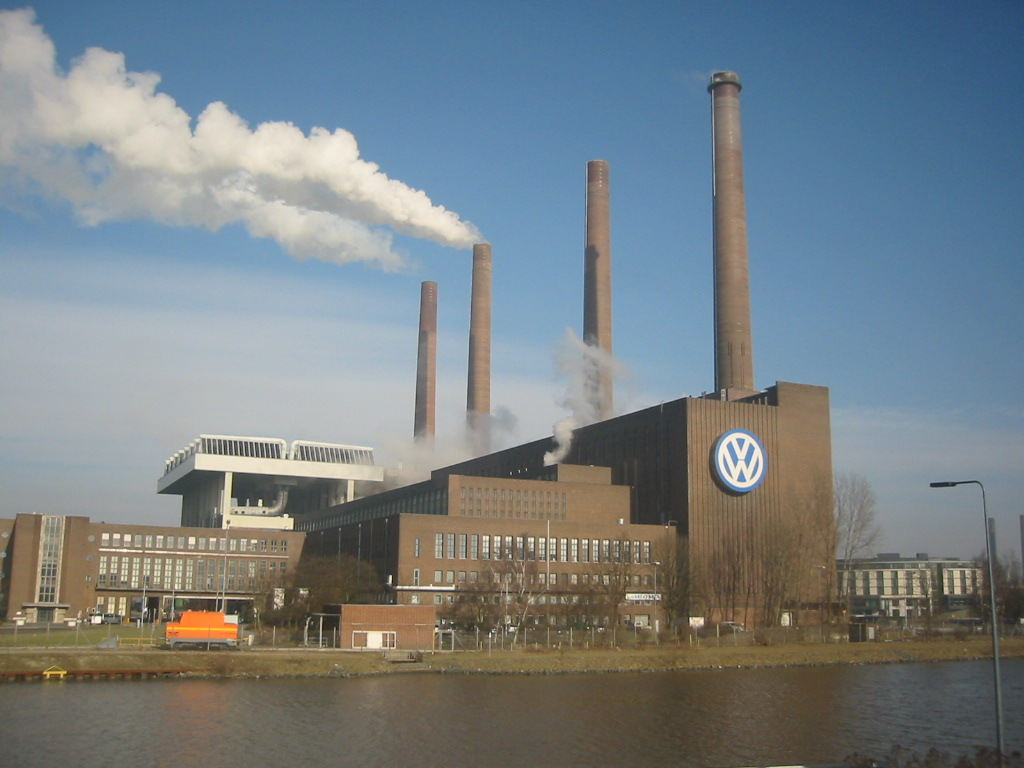
Fabrica VW din Wolfsburg

Volkswagen (un cuvânt german care se citește [ pron. folks-va-găn ] și se prescurtează în vorbirea curentă cu „VW” (citit ,,fau ve") este o companie constructoare de autoturisme și SUV-uri din Wolfsburg, Germania. Cuvântul Volkswagen înseamnă „vehicul popular” sau „al poporului”, fiind preconizat de regimul nazist ca automobil pe care să și-l poată cumpăra oricare cetățean german. Compania VW are deviza „Aus Liebe zum Automobil” („Din dragoste pentru automobil”). Compania și în același timp marca VW aparțin azi concernului Grupul Volkswagen (Volkswagen AG), ca mărime al patrulea grup de producători de automobile din lume, după GM, Toyota și Ford.
În anul 2010 livrările Volkswagen au urcat cu 13,7 % la 7,14 milioane de automobile și SUV-uri, nivel record în istoria grupului.
Compania este al treilea mare producător mondial după Toyota (cu 8,41 milioane de unități) și General Motors (cu 8,39 milioane de unități vândute).

## Istorie
Compania Gesellschaft zur Vorbereitung des Deutschen Volkswagens mbH („Societatea pregătitoare a mașinii  populare germane, cu responsabilitate limitată”) a fost fondată la 28 mai 1937 de către Deutsche Arbeitsfront. La data de 16 septembrie în același an numele SRL-ului este modificat în Volkswagenwerk GmbH. În anul 1933 Hitler îl însărcinase pe Ferdinand Porsche să creeze un automobil și astfel în anul 1938 a apărut Kdf-Wagen, numit mai târziu VW Käfer (tradus „gândacul”; în româna uzuală: „VW Broscuță”; în engleză "VW Beetle"). Modelul era inspirat după modelul Tatra T97.

## Controverse
Timp de zece ani Peter Hartz, fost director de personal al companiei, a delapidat aproape 2,5 milioane de euro, sub forma unor „prime” reprezentând plata serviciilor unor prostituate, excursii exotice sau cumpărături de articole de lux. Unul dintre cei mai notabili beneficiari ai acestui sistem este Klaus Volker, liderul celui mai puternic sindicat de pe platforma industrială din Wolfsburg. Faptele petrecute în anul 1990 au ieșit la iveală abia după un deceniu.
În 2015, compania a fost implicată într-un scandal de proporții, ca urmare a unor practici frauduloase în programarea motoarelor diesel TDI produse între 2009-2015. În condiții normale de exploatare, acestea emiteau emisii poluante (oxizi de azot) mult peste limitele legale.
În SUA, pentru a stinge scandalul, numit „Dieselgate”, Volkswagen s-a angajat să plătească tuturor clienților înșelați între 5.100 de dolari și 10.000 de dolari în funcție de model și anul de fabricație, plus contravaloarea mașinii.

## Gama Volkswagen în România

### Modele actuale
- Volkswagen e-up! (2019–prezent)
- Volkswagen Polo (2017–prezent)
- Volkswagen Taigo (2020–prezent)
- Volkswagen T-Cross (2018–prezent)
- Volkswagen T-Roc (2017–prezent)
- Volkswagen T-Roc R (2019–prezent)
- Volkswagen T-Roc Cabriolet (2020–prezent)
- Volkswagen ID.3 (2019–prezent)
- Volkswagen Golf (2019–prezent)
- Volkswagen Golf R (2021–prezent)
- Volkswagen Golf Variant (2020–prezent)
- Volkswagen Golf Variant Alltrack (2020–prezent)
- Volkswagen Tiguan (2016–prezent)
- Volkswagen Tiguan R (2020–prezent)
- Volkswagen Tiguan Allspace (2017–prezent)
- Volkswagen ID.4 (2020–prezent)
- Volkswagen ID.5 (2022–prezent)
- Volkswagen Passat Variant (2014–prezent)
- Volkswagen Passat Alltrack (2015–prezent)
- Volkswagen Arteon (2017–prezent)
- Volkswagen Arteon R (2020–prezent)
- Volkswagen Arteon Shooting Brake (2020–prezent)
- Volkswagen Touran (2015–prezent)
- Volkswagen Touareg (2018–prezent)
- Volkswagen Touareg e-Hybrid (2020–prezent)

#### Volkswagen Autovehicule Comerciale
- Volkswagen Amarok (2022–prezent)
- Volkswagen Caddy (2020–prezent)
- Volkswagen Caddy Cargo (2020–prezent)
- Volkswagen Caddy California (2021–prezent)
- Volkswagen Multivan (2021–prezent)
- Volkswagen ID. Buzz (2022–prezent)
- Volkswagen ID. Buzz Cargo (2022–prezent)
- Volkswagen Caravelle 6.1 (2015–prezent)
- Volkswagen Transporter 6.1 Furgon (2015–prezent)
- Volkswagen Transporter 6.1 Kombi (2015–prezent)
- Volkswagen Transporter 6.1 Autoșasiu cu Platformă (2015–prezent)
- Volkswagen Grand California (2019–prezent)
- Volkswagen Crafter Furgon (2017–prezent)
- Volkswagen e-Crafter (2017–prezent)
- Volkswagen Crafter Autoșasiu Platformă (2017–prezent)
- Volkswagen Crafter Autoșasiu (2017–prezent)

### Modele anterioare
- Volkswagen Passat (2014–2022)
- Volkswagen Sharan (2010–2022)
- Volkswagen up! (2011–2020)
- Volkswagen Golf Sportsvan (2014–2020)
- Volkswagen Beetle (2011–2019)
- Volkswagen Jetta (2010–2018)
- Volkswagen Scirocco (2008–2017)
- Volkswagen Passat CC / Volkswagen CC (2008–2016)
- Volkswagen Phaeton (2002–2016)
- Volkswagen XL1 (2014–2016)
- Volkswagen Eos (2006–2015)
- Volkswagen Golf Plus (2004–2014)
- Volkswagen Fox (2003–2011)
- Volkswagen New Beetle (1998–2011)
- Volkswagen Bora (1999–2006)
- Volkswagen LT (1996–2006)
- Volkswagen Lupo (1998–2005)
- Volkswagen Broscuță (1938–2003)
- Volkswagen Transporter T3 (1979–2002)
- Volkswagen Vento (1992–1999)
- Volkswagen Transporter T2 (1967–1979)
- Volkswagen Karmann Ghia (1955–1974)
- Volkswagen Transporter T1 (1950–1967)

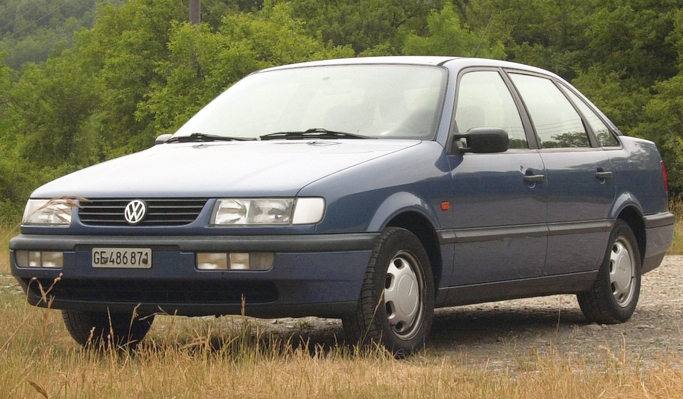
Volkswagen Passat B4
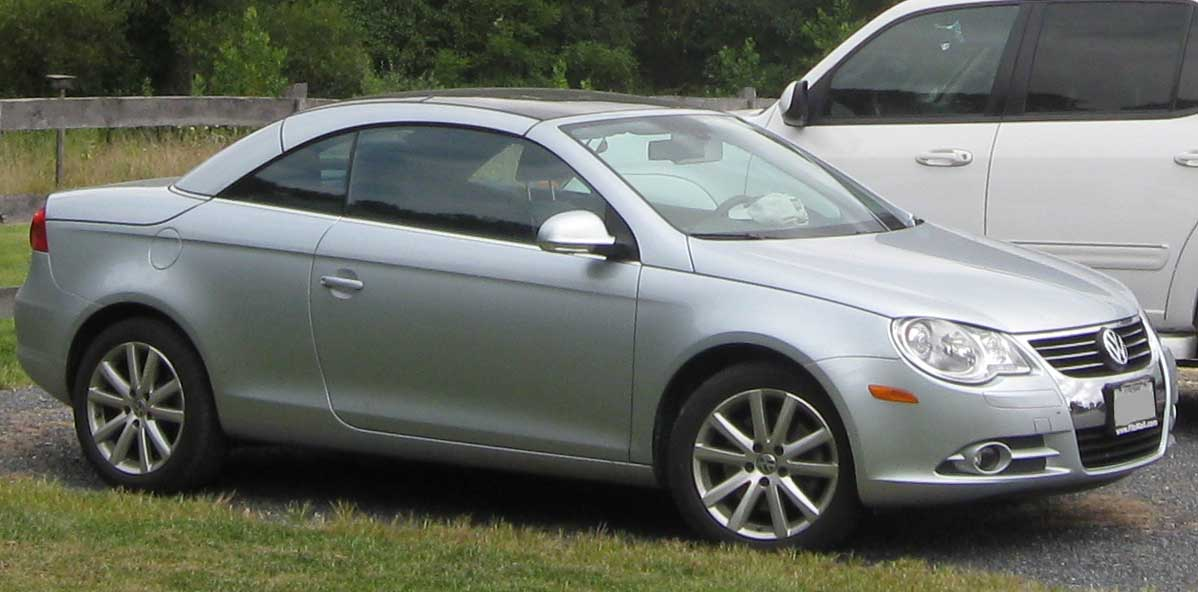
Volkswagen Eos
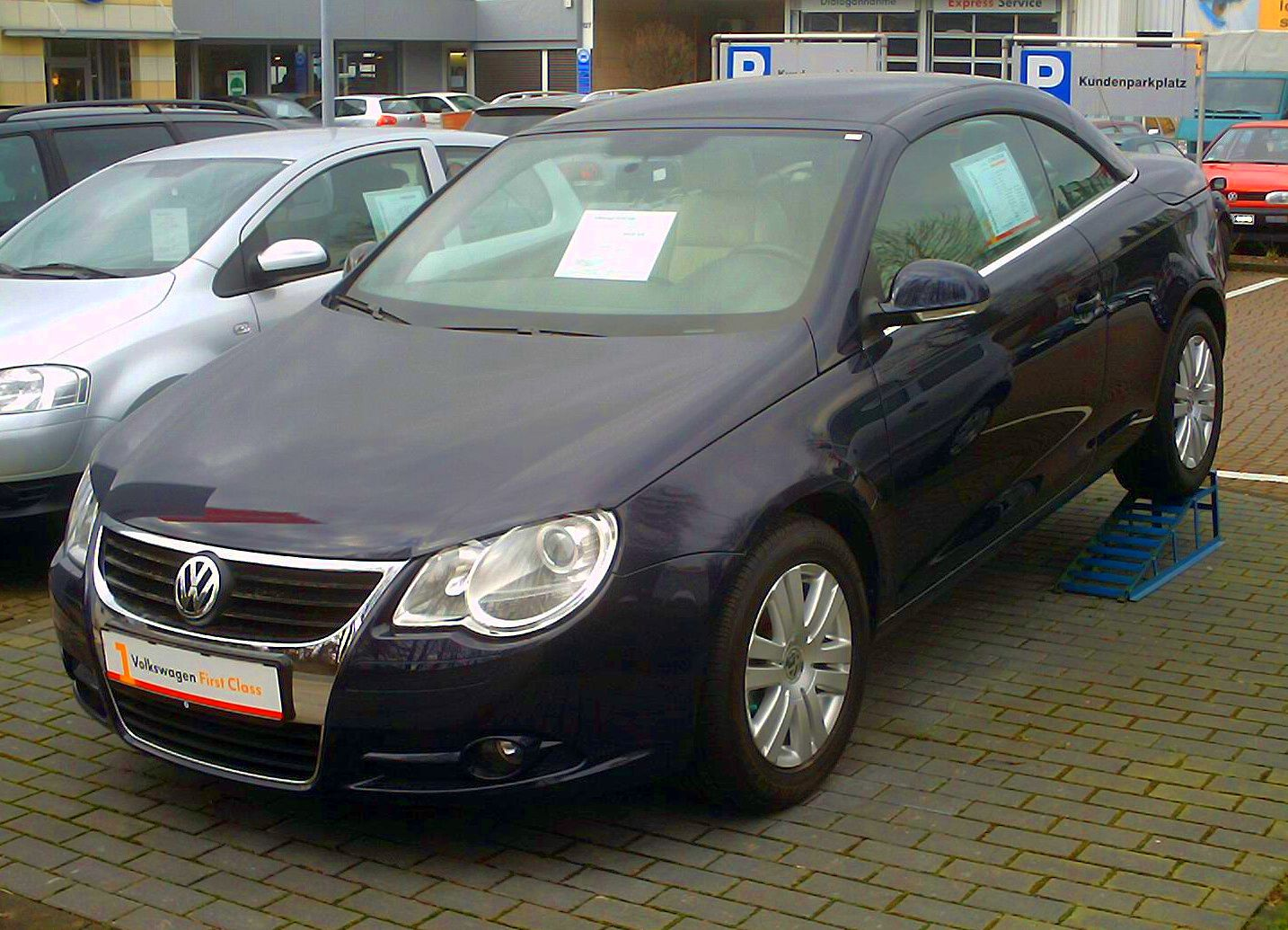
Volkswagen Eos
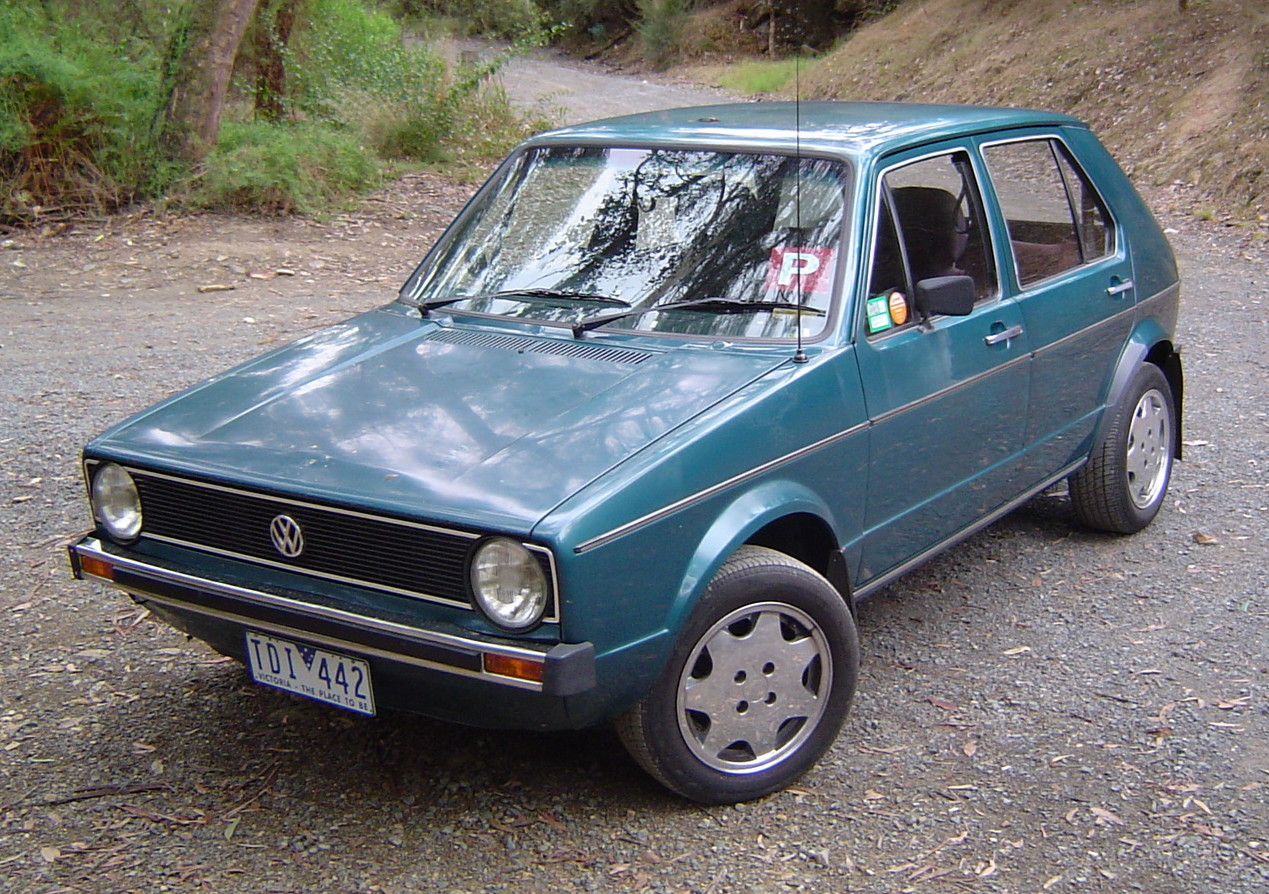
Volkswagen Golf Mk1
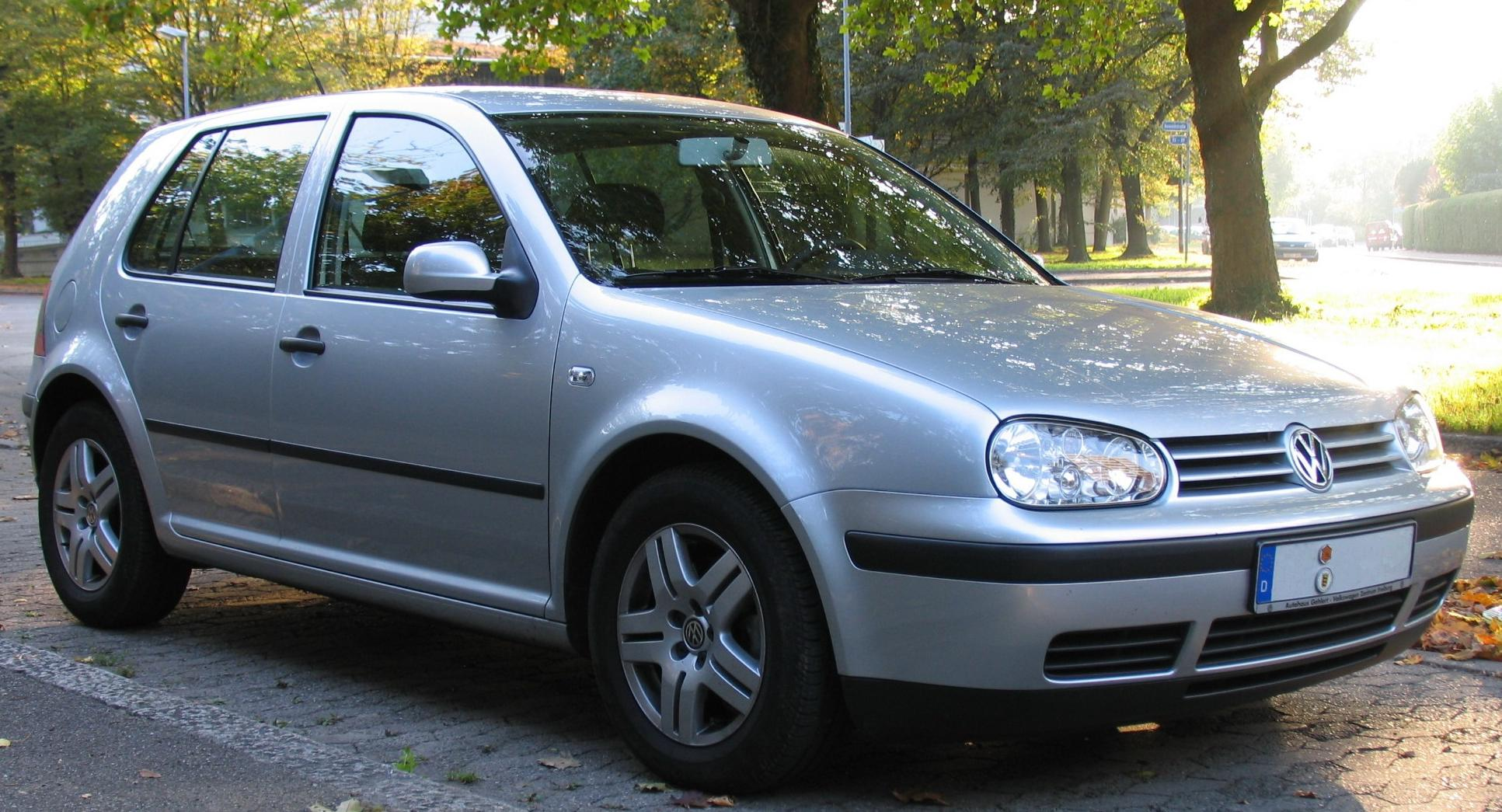
Volkswagen Golf Mk4
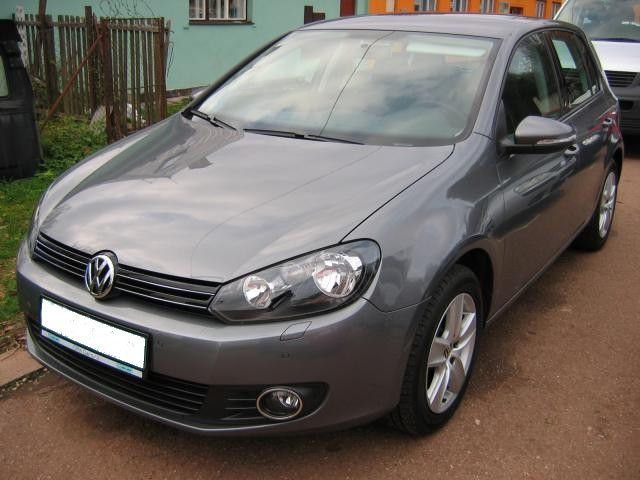
Volkswagen Golf Mk6
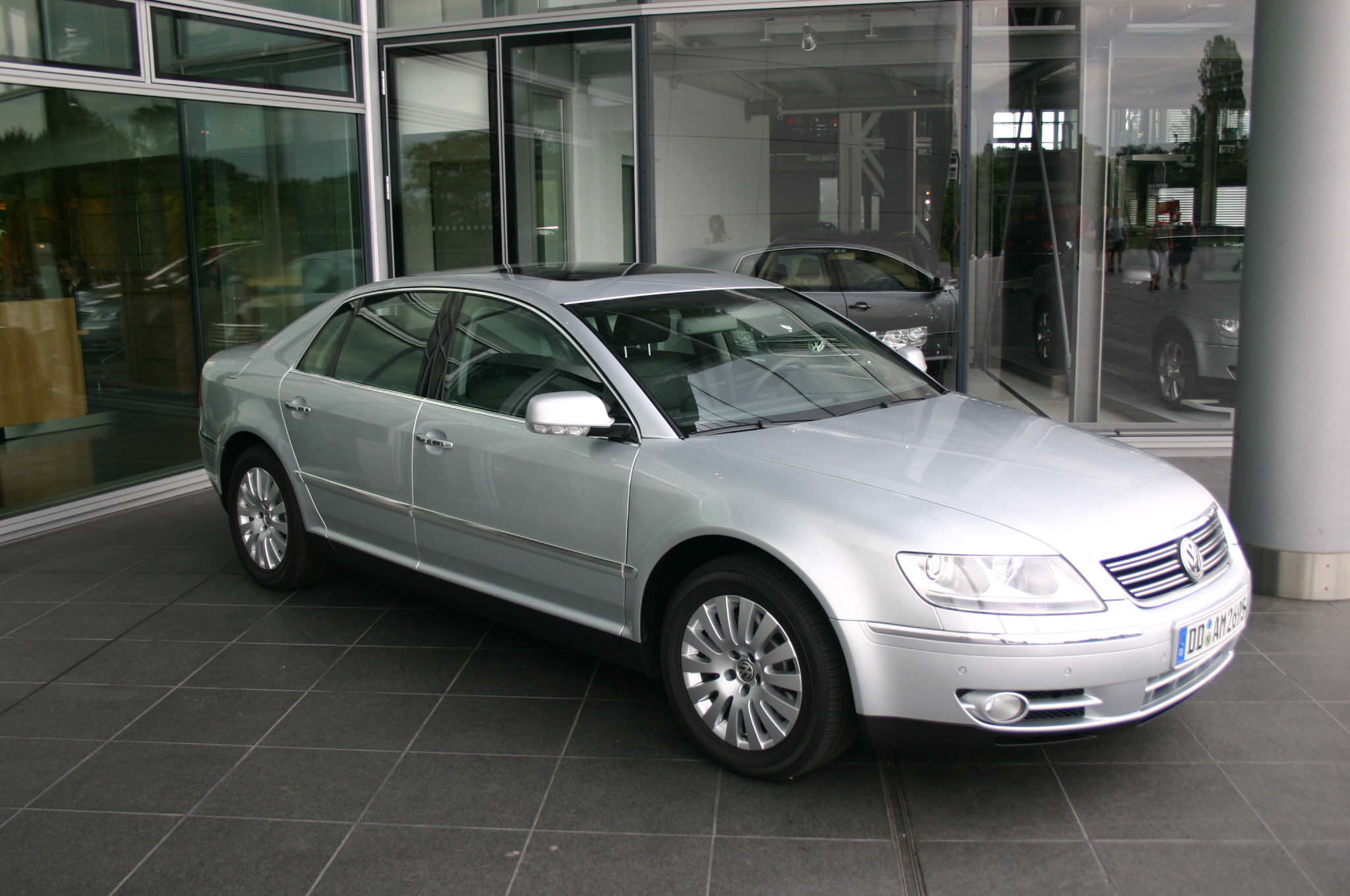
Volkswagen Phaeton, construit începând cu anul 2002